# 1959 في الجزائر
الأحداث من عام 1959 في الجزائر .

## المواليد

### أكتوبر
- 11 أكتوبر - كمال عقاب - لاعب دولي سابق في كرة اليد مع المنتخب الجزائري .

### نوفمبر
- 25 نوفمبر - محمد بن عزيزة - كان محترفا في رياضة كمال الأجسام .

## الوفيات
- 29 مارس - أحمد بن عبد الرزاق حمودة - من شهداء ثورة التحرير الجزائرية .

- 26 يوليو - عيسات إيدير - مؤسس وأول أمين عام للاتحاد العام للعمال الجزائريين .

- 29 جويلية - الطيب الجغلالي - مناضل وثوري و قائد عسكري أثناء ثورة التحرير الجزائرية .
- 29 أغسطس – زيزة مسيكة (مواليد 28 يناير 1934 بمروانة) ممرضة ومقاومة جزائرية